# Bulbophyllum ferkoanum
Bulbophyllum ferkoanum là một loài phong lan thuộc chi Bulbophyllum.